# Sylpheed
Sylpheed — вільний легкий поштовий та новинний клієнт. Sylpheed при простоті конфігурації водночас досить функціональний.
Програма написана на мові C, використовує графічну бібліотеку GTK+ і сумісна з різними операційними системами: Linux, BSD, Mac OS X і Microsoft Windows.

## Можливості
- Підтримка не тільки основних поштових протоколів на зразок POP3 , IMAP 4rev1 і SMTP, але і NNTP (NetNews). Протокол нового покоління IPv6 також за умовчуванням підтримується.
- Опціонально, Sylpheed може підписувати і шифрувати повідомлення через GnuPG. Також можлива зашифрована передача даних по POP3/IMAP4/NNTP через SSL/TLS v1.
- Гнучка взаємодія із зовнішніми командами: стає можливим фільтрація вже наявних і знову прийнятих повідомлень іншими програмами. Можна також налаштувати редагування повідомлень у зовнішній програмі. Для прийому пошти є доступним використання fetchmail та/або procmail, або інших зовнішні команди (inc, imget).